# 木下広居
木下 広居（きのした ひろい、1902年10月25日 - 1981年11月14日）は、日本の政治学者。
熊本県生まれ。東京帝国大学法学部政治学科卒業。旧制松江高等学校教授、文部省図書監修官を経て、戦後は参議院法制局調査課長を務めた。1954年『イギリスの議会』で日本エッセイストクラブ賞受賞。その後専修大学教授、創価大学教授を務めた。自民党、公明党の顧問も務めた。
1981年11月14日、閉塞性黄疸のため死去。

## 著書
- 新制修身の研究 旺文社 1943
- 日本の政治 皇国青年教育協会 1943 (皇国新書)
- 皇国固有法の精神と遵法 文松堂出版 1944
- イギリスの議会 読売新聞社 1954
- フランスの政治 読売新聞社 1955
- フランス第五共和国 弘文堂 1959 (アテネ文庫)
- イギリスの政治 弘文堂 1959
- ドイツ政治史話 時事通信社 1959
- ソビエト政治史話 時事通信社 1960
- 民主主義と議会の運営 / 植原悦二郎共著 日本民主協会 1960
- イギリス政治史話 時事通信社 1961
- 民衆・選挙・政治 これがイギリスの議会だ 読売新聞社 1965
- 英国議会 1966 (潮新書)
- 国会はこれでよいのか?  憲法の会 1967
- 現代首長論 リーダーの資質と条件 教育出版 1969 (現代自治選書)
- 共産主義からの日本民族解放への道  日本民主協会 1969
- 民主主義と新しい道徳 日本民主協会 1970
- 日本民権発達史 第6巻 日本民主協会 1971
- 軍国主義とは 日本民主協会 1972
- 日本の政治は何処へ行く 官界・財界・政界人に訴える 日本民主協会 1973
- 労働問題と共産主義 日本民主協会 1974
- 民主主義と議会の運営 民主主義と議会の歴史 日本民主協会 1975
- リーダーの資質と条件 管理職に訴える 日本民主協会 1975
- 指導者の資質と条件 日本民主協会 1976
- 汚職と腐敗 日本民主協会 1977.6
- 道義的な指導者 アメリカの大統領 日本民主協会 1978.6
- 倫理と腐敗 日本民主協会 1979.10

## 参考
- 著書の紹介文[要文献特定詳細情報]